# Кодино (Вологодская область)
Кодино — деревня в Череповецком районе Вологодской области.
Входит в состав Мяксинского сельского поселения (c 1 января 2006 по 30 мая 2013 года входила в Щетинское сельское поселение), с точки зрения административно-территориального деления — в Щетинский сельсовет.
Расстояние по автодороге до районного центра Череповца — 51 км, до центра муниципального образования Мяксы по прямой — 15 км. Ближайшие населённые пункты — Фролово, Нянькино, Конятино.
По переписи 2002 года население — 26 человек (14 мужчин, 12 женщин). Преобладающая национальность — русские (96 %).

### Известные жители
- Шувалов, Василий Дмитриевич (1901 — ?) — министр технических культур Киргизской ССР, заместитель председателя Совета Министров Киргизской ССР.